# Renault Argos
Der Renault Argos ist ein Konzeptfahrzeug, das vom Automobilhersteller Renault im Jahre 1994 auf dem Pariser Auto Salon vorgestellt wurde.

## Motor
Der Motor ist ein 1,2-Liter-Ottomotor mit 75 PS und wurde von dem Twingo übernommen. Er hatte einen Hubraum von 1239 cm³.

## Ausstattung
Der Argos wog ca. 750 kg. Da dieses Konzept keinen Überbau, kein Dach und nur eine kleine Windschutzscheibe hatte, wirkte es wie ein „Kampfflugzeug“. Die Außenspiegel fuhren erst aus, wenn man den Motor startete. Sonst wirkte der Innenraum hell, warm und aufgeräumt.